# Навахо (округ)
На́вахо (англ. Navajo County) — округ в штате Аризона, США. Официально образован в 1895 году. По состоянию на 2010 год, численность населения составляла 107 449 человек.

## География
По данным Бюро переписи США, общая площадь округа равняется 25 796,426 км2, из которых 25 770,526 км2 — суша, и 24,087 км2, или 0,090 % — это водоемы.

## Население
По данным переписи населения 2000 года в округе проживает 97 470 жителей в составе 30 043 домашних хозяйств и 23 073 семей. Плотность населения составляет 4,00 человека на км2. На территории округа насчитывается 47 413 жилых строений, при плотности застройки около 2,00-х строений на км2. Расовый состав населения: белые — 47,74 %, афроамериканцы — 45,91 %, коренные американцы (индейцы) — 0,88 %, азиаты — 0,33 %, гавайцы — 0,05 %, представители других рас — 3,15 %, представители двух или более рас — 55,94 %. Испаноязычные составляли 8,22 % населения независимо от расы.
В составе 40,50 % из общего числа домашних хозяйств проживают дети в возрасте до 18 лет, 55,50 % домашних хозяйств представляют собой супружеские пары, проживающие вместе, 16,30 % домашних хозяйств представляют собой одиноких женщин без супруга, 23,20 % домашних хозяйств не имеют отношения к семьям, 19,90 % домашних хозяйств состоят из одного человека, 7,20 % домашних хозяйств состоят из престарелых (65 лет и старше), проживающих в одиночестве. Средний размер домашнего хозяйства составляет 3,17 человека, и средний размер семьи 3,68 человека.
Возрастной состав округа: 35,40 % моложе 18 лет, 8,80 % от 18 до 24, 25,30 % от 25 до 44, 20,40 % от 45 до 64 и 20,40 % от 65 и старше. Средний возраст жителя округа 30 лет. На каждые 100 женщин приходится 98,70 мужчин. На каждые 100 женщин старше 18 лет приходится 97,20 мужчин.
Средний доход на домохозяйство в округе составлял 28 569 USD, на семью — 32 409 USD. Среднестатистический заработок мужчины был 30 509 USD против 21 621 USD для женщины. Доход на душу населения составлял 11 609 USD. Около 23,40 % семей и 29,50 % общего населения находились ниже черты бедности, в том числе — 36,60 % молодежи (тех, кому ещё не исполнилось 18 лет) и 20,30 % тех, кому было уже больше 65 лет.